# Jwala Gutta
Jwala Gutta, née le 7 septembre 1983 à Wardha, est une joueuse indienne de badminton.

## Palmarès
- Championnats du monde de badminton
  -  Médaille de bronze en double dames aux Championnats du monde de badminton 2011 avec Ashwini Ponnappa
- Finales des Masters
  -  Finaliste en double mixte en 2009 avec Valiyaveetil Diju (en)
- Jeux du Commonwealth
  -  Médaille d'or en double dames en 2010 avec Ashwini Ponnappa
  -  Médaille d'argent en équipe mixte en 2010
  -  Médaille d'argent en double dames en 2014 avec Ashwini Ponnappa
  -  Médaille de bronze en équipe mixte en 2006
- Uber Cup
  -  Médaille de bronze en 2014
  -  Médaille de bronze en 2016
- Championnats d'Asie de badminton
  -  Médaille de bronze en double dames en 2014 avec Ashwini Ponnappa